# Katie McVean
Katie McVean (* 29. Mai 1986 in Oxford, Oxfordshire) ist eine neuseeländische Springreiterin. 2008 startete sie bei ihren ersten Olympischen Spielen.

## Privates
Ihr Vater Jeff McVean ist zweifacher Olympiateilnehmer, auch ihre Mutter war im Sport aktiv.
McVean lebt in Waikato. Sie ist 1,74 Meter groß und wiegt 65 Kilogramm.

## Pferde (Auszug)
aktuelle:
- Daffodil (* 2000), braune Stute, Vater: Salute The Stars, Muttervater: Brillant Invader, Besitzer: Katie, Jeff & Vicky McVean

ehemalige Turnierpferde:
- Delphi (* 2001), braune Stute, Vater: Leo Caylon, Muttervater: Brilliant Invader, Züchter: Jeff & Vicki McVean, Besitzer: Jeff, Vicki & Katie McVean, seit 2011 von Kamal Bahamdan geritten.
- Forrest (* 1992), Schimmelwallach, Besitzer: Natasha Slavich AN & FH Slavich

## Erfolge

### Championate und Weltcup
- Olympische Spiele
  - 2008, Peking: mit Forrest, 12. Platz mit der Mannschaft und 65. Platz im Einzel
- Weltreiterspiele
  - 2010, Lexington: mit Delphi, 21. Platz mit der Mannschaft und 38. Platz im Einzel
- Weltcupfinale:
  - 2011, Leipzig: 6. Platz mit Delphi

| Personendaten    | Personendaten                  |
| ---------------- | ------------------------------ |
| NAME             | McVean, Katie                  |
| KURZBESCHREIBUNG | neuseeländische Springreiterin |
| GEBURTSDATUM     | 29. Mai 1986                   |
| GEBURTSORT       | Oxford                         |